# Portada/article novembre 2

## Enzim
Els enzims són biomolècules que catalitzen (és a dir, augmenten la velocitat de) reaccions químiques. Gairebé tots els enzims són proteïnes. En reaccions enzimàtiques, les molècules al principi del procés reben el nom de substrats, i l'enzim les converteix en molècules diferents, els productes. Gairebé tots els processos de les cèl·lules necessiten la participació significativa d'enzims. Com que els enzims són extremament selectius quant al substrat i només catalitzen algunes reaccions d'entre moltes possibilitats, el conjunt d'enzims produïts en una cèl·lula determina les rutes metabòliques que hi tenen lloc.